# 258. Infanterie-Division (Wehrmacht)
Die 258. Infanterie-Division (258. ID) war ein militärischer Großverband der Wehrmacht.

## Geschichte
Einsatzgebiete:
- Polen: September 1939
- Deutschland: Dezember 1939 bis Januar 1940
- Frankreich: Juni 1940
- Polen: Juli 1940 bis April 1941
- Ostfront,  Zentralabschnitt: Juni 1941 bis September 1944

### Aufstellung
Die 258. ID wurde als Division der 4. Aufstellungswelle im Wehrkreis II am 26. August 1939 aufgestellt.

### Unternehmen Barbarossa
Im Juni 1941 nahm sie im Rahmen des Unternehmens Barbarossa am Überfall auf die Sowjetunion teil. Vom September bis Oktober 1941 war sie an der Doppelschlacht bei Wjasma und Brjansk beteiligt. Die Division rückte am 7. September 1941 in die Stadt Wjasma ein. Major Lübke vom II. Bataillon/IR 479 ermöglichte am 22. Oktober 1941 im Rahmen des Unternehmens Taifun durch die Eroberung der taktisch bedeutsamen Ortschaft Naro-Fominsk an der Straße Roslawl-Moskau den Einbruch in die zweite Moskauer Schutzstellung. Im Dezember 1941 verdichteten sich die Kämpfe an der Rollbahn Smolensk-Moskau, wobei der 258. ID die Hauptaufgabe bei der Eroberung der Brücke über die Nara (Oka) zukam. Die Kämpfe um die Ortschaften Burzewo und Juschkowo verursachten große Verluste, durch den Temperaturabfall auf −35 °C kam es zu zahlreichen Ausfällen durch Erfrierungen. Ein weiterer Angriff auf Moskau war nicht mehr möglich, so dass sich die Division am 4. Dezember 1941 hinter die Nara zurückziehen musste.

### Unternehmen Zitadelle
1943 war die 258. ID an den großen Sommerschlachten beteiligt, unter anderem an der Schlacht von Kursk. Noch bevor die Wehrmacht ihren Angriff starten konnte, kam ihnen die bereits informierte Woronesch-Front unter Marschall Rokossowski am 5. Juli 1943 mit einem Artillerieangriff auf die deutschen Bereitstellungen zuvor. Die 258. ID erhielt den Befehl an der rechten Flanke des XXXXVI. Panzerkorps die sowjetische Abwehr an der Autobahn Trossna-Kursk aufzubrechen. Gekämpft wurde unter anderem zwischen den Minengassen der „Eichkaterschlucht“, in der sich starke sowjetische Befestigungen befanden. Oberst Assmann, der Regimentskommandeur von GR 478, leitete den Angriff auf das Stellungssystem der sowjetischen 280. Schützen-Division, der dort unter schweren Verlusten zum Halten gebracht wurde. Der Geländegewinn bis zum 9. Juli 1943 war minimal. Im Oktober 1943 gehörte die 258. ID zu den Einheiten, die bei Melitopol die Wotanstellung verteidigten. Um Bogdanowka, „Oktoberfeld“, Akimowka, Danilo Iwanowka und ein Plantagenfeld entwickelten sich bis zum 21. Oktober 1943 mit der Eroberung von Melitopol durch die Rote Armee sehr intensive Kämpfe. Im Februar 1944 verteidigte die 258. ID vergeblich Nikopol am Dnepr. 

### Eingliederung der Reste der 387. ID
Im März 1944 wurde sie durch die Divisions-Gruppe 387 verstärkt. 

### Vernichtung
Im Kessel von Iași (Rumänien) wurde sie vollständig vernichtet.

## Personen
| Dienstzeit                            | Dienstgrad      | Name                  |
| ------------------------------------- | --------------- | --------------------- |
| 26. August 1939 bis 15. August 1940   | Generalleutnant | Walter Wollmann       |
| 16. August 1940 bis 2. Oktober 1941   | Generalleutnant | Waldemar Henrici      |
| 2. Oktober 1941 bis 18. Januar 1942   | Generalmajor    | Karl Pflaum           |
| 18. Januar 1942 bis 1. Oktober 1943   | Generalleutnant | Hans-Kurt Höcker      |
| 1. Oktober 1943 bis 4. September 1944 | Generalleutnant | Eugen-Heinrich Bleyer |
| 4. September 1944 bis unbekannt       | Oberst          | Rudolf Hielscher      |

## Gliederung
| 1939                       | 1942                      | 1943–1944                 |
| -------------------------- | ------------------------- | ------------------------- |
| Infanterie-Regiment 458    | Grenadier-Regiment 458    | Grenadier-Regiment 458    |
| Infanterie-Regiment 478    | Grenadier-Regiment 478    | Grenadier-Regiment 478    |
| Infanterie-Regiment 479    | Grenadier-Regiment 479    | Grenadier-Regiment 479    |
| –                          | –                         | Divisions-Gruppe 387      |
| Aufklärungs-Abteilung 258  | Radfahr-Schwadron 258     | Füsilier-Bataillon 258    |
| Artillerie-Regiment 258    | Artillerie-Regiment 258   | Artillerie-Regiment 258   |
| Panzerabwehr-Abteilung 258 | Panzerjäger-Abteilung 258 | Panzerjäger-Abteilung 258 |
| Pionier-Bataillon 258      |                           |                           |
| Nachrichten-Abteilung 258  |                           |                           |
| Versorgungseinheiten 258   |                           |                           |
| –                          | –                         | Feldersatz-Bataillon 258  |

1. ↑  am 13. März 1944 der Division unterstellt, bestehend aus Stab sowie Regiments-Gruppe 525 und Regiments-Gruppe 542.
2. ↑  in vier Abteilungen.
3. ↑  Abteilung I, II und IV sowie III./Artillerie-Regiment 387.